# Шигалеевское сельское поселение
Шигалеевское се́льское поселе́ние (тат. Шигали авыл җирлеге)— муниципальное образование в Пестречинском районе Республики Татарстан.
Административный центр — село Старое Шигалеево.

## История
Статус и границы сельского поселения установлены Законом Республики Татарстан от 31 января 2005 г. № 33-ЗРТ «Об установлении границ территорий и статусе муниципального образования „Пестречинский муниципальный район“ и муниципальных образований в его составе».

## Население
| 2010  | 2011  | 2012  | 2013  | 2014  | 2015  | 2016  |
| ----- | ----- | ----- | ----- | ----- | ----- | ----- |
| 1198  | ↗1199 | ↗1203 | ↗1213 | ↗1231 | ↗1250 | ↗1519 |
| 2017  | 2018  | 2021  |       |       |       |       |
| ↗2482 | ↗3435 | ↗8902 |       |       |       |       |

## Состав сельского поселения
| № | Населённый пункт | Тип населённого пункта       | Население |
| - | ---------------- | ---------------------------- | --------- |
| 1 | Новое Шигалеево  | село                         |           |
| 2 | Старое Шигалеево | село, административный центр |           |

## Транспорт
Через оба села до Казани ходят автобусы 302 и 611.